# Loveless (음반)
Loveless는 얼터너티브 록 밴드 마이 블러디 밸런타인의 두 번째 정규 앨범이다. Loveless는 1989년부터 1991년까지 2년이 넘는 기간 동안 19개의 스튜디오에서 녹음되어, 1991년 11월 4일 발매되었다.리드 보컬리스트 및 기타리스트인 케빈 실즈가 녹음 과정을 관장하였는데, 실즈는 자신이 원하는 특정한 사운드를 녹음하기 위해 트레몰로 바(tremolo bar)에서 기타를 연주하거나 드럼 루프를 샘플 녹음하고 보컬을 명확하게 하지 않는 것과 같은 기술들을 사용하였다. 많은 엔지니어들이 이 과정에서 고용되고 해고되었지만, 밴드의 앨범 재킷에는 어떤 엔지니어의 이름도 언급하지 않았다. Loveless의 녹음 과정에서 25만 파운드가 소요되었고 거의 크리에이션 레코드를 파산에까지 몰고갔다는 소문이 떠돌았다.

## 곡 목록
1. Only Shallow (빌린다 부처, 케빈 실즈) (4:17)
2. Loomer (부처, 실즈) (2:38)
3. Touched (콜름 오시오소익) (0:56)
4. To Here Knows When (부처, 실즈) (5:31)
5. When You Sleep (실즈) (4:11)
6. I Only Said (실즈) (5:34)
7. Come in Alone (실즈) (3:58)
8. Sometimes (실즈) (5:19)
9. Blown a Wish (부처, 실즈) (3:36)
10. What You Want (실즈) (5:33)
11. Soon (실즈) (6:58)

## 평가
| 전문가 평가                   | 전문가 평가 |
| 평가 점수                     | 평가 점수   |
| 출처                          | 점수        |
| ----------------------------- | ----------- |
| AllMusic                      | [ 2 ]       |
| Entertainment Weekly          | A           |
| Mojo                          | [ 4 ]       |
| NME                           | 8/10        |
| Pitchfork                     | 10/10       |
| Q                             | [ 7 ]       |
| Rolling Stone                 | [ 8 ]       |
| The Rolling Stone Album Guide | [ 9 ]       |
| Select                        | 5/5         |
| The Village Voice             | A−          |